# 八尺协定
八尺协定，又称寂寂密约、王板协定，是2011年9月开始流传的一则网络谣言（或钓鱼文）中提到的一个虚构条约。协定由中国共产党领导的中央苏区政权和日本关东军军部在其控制下的旅顺大和旅馆的会议厅——八尺阁签订的，签订时间是1931年2月29日，签订者是中共代表团团长是中央苏区派出的王若飞、日本关东军代表板垣征四郎。
协定最早可查的网络出处是人人网“谭昊的日志”在2011年9月18日发表原题为《【史海沉钩】九一八80 周年看中日外交史上最大的卖国条约———<八尺协定>》的贴文。谭昊自称是“飞扬军事论坛”网站的转贴，但“谭昊的日志”被普遍的视为始发点。「八尺」是原“音速论坛”版主“陳近南”的外號（“陈八尺”）。因他管理失误，致使论坛瘫痪。使得用户不满，提出“天诛八尺，还我公图”的口号，「八尺協定」是该论坛用户才明白的一個冷笑話。

## 内容

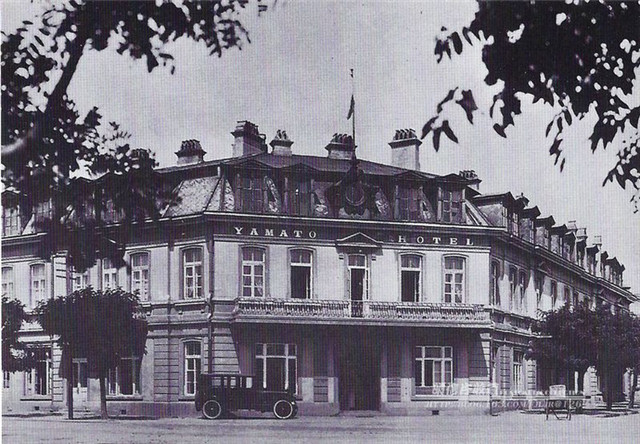
八尺阁为虚构，但协定签订地点——旅顺大和旅馆切实存在。

协议在1931年2月29日在旅顺满铁招待所——旅顺大和旅馆“八尺阁”签订，大致内容是：
- 中央苏区支持日本获取中国的东北和华北地区，并承认这些地区属于日本的势力范围；
- 中央苏区从共产国际援助经费中拿出两亿三千万金卢布，交给日本关东军参谋部作为军费；
- 关东军确认1931年10月之前进行对中国东北的攻击，并在将来夺取华北，配合中央苏区争夺中华民国政权；
- 日本占领中国的华北、华中地区以后，可与中共划长江而治。

文章又宣称，伊豆群島的右代宮家仍然保留著這筆巨款中分配到的一小部分黃金，成為“鐵證”。附记又提及中共高层干部对八尺协定的反映。王明痛斥毛泽东签订八尺协定，张国焘在1935年长征途中得知签订八尺协定，与中共中央决裂，他嘲讽道“去陕北干什么？去给日寇带路吗？说是抗日，《八尺协定》谁签的？”

## 漏洞
谣言包含很多错误或漏洞，以下为其中较明显者：
- 文中称中华民国海军上将陈绍宽主持在大连、青岛和上海的军港建造航母和大型战列舰，然而大连1905年到1945年属于日本的“关东州”租借地，中华民国海军亦未拥有航母和大型战列舰；
- 文中称中共在1930年只在赣南、闽西地区拥有根据地，然而此时中共在全国各地还有鄂豫皖、洪湖、湘鄂赣、赣东北、左右江等根据地；
- 文中称中共授意苏联侵占东北发起中东路事件，但苏联发起中东路事件的原因是张学良强行收回中东路，而不是苏联在授意之下实施侵占；
- 旅顺没有所谓“八尺阁”；
- 王若飞时居苏联，不在苏区，不可能担任代表；
- 1931年是平年，2月中没有29日（惟有部分人发觉此问题，将其改为28日）；
- 共产国际给中共中央的援助每年不到20万美元，中共不可能拿出那么多钱；
- 如果日本与中共划江而治为真，那么日本在长江以南的动作就会无法正常进行，因为中共会反对日本入侵“中共领域”的行为——现实中发生的类似事件是纳粹德国严密监视德日分界线，反对日本入侵轴心国瓜分的世界中的“德国领域”，日本因此而被迫取消了对马达加斯加的大规模袭击计划；
- 文中称近卫第一师团受侵华派收买发动了515政变，而日本近卫第一师团于1943年6月1日成立；
- 文中称侵华派发动了226兵变，对华态度不够强硬的内大臣斋藤实、教育总监渡边锭太郎和大藏大臣高桥是清等被杀，但发动226兵变的是亲中华民国反中共的皇道派，斋藤实、高桥是清和边锭太郎被杀的原因都与“对华态度不够强硬”无关；
- 右代宮家是游戏中的虛構家族。[2][1]

## 影响
抗战主力之争中，除指责中共消极抗战外，更为极端的反共者指责中共通日卖国。中國大陸有文章以“80年过去了，有多少人知道……”（戏仿一篇宣扬国军抗战事迹、以“70年过去了”开头的文章）开头，宣称《八尺协定》是“中国历史上最大的卖国条约”。虽有很多漏洞，但该文章还是使不少人上了当，将《八尺协定》认定为真实存在的条约。如持反共立场的《黄花岗》杂志和法轮功媒体將其作为新闻報導或刊登，以此作为“中共卖国”的「证据」。